# Radinghem-en-Weppes

Radinghem-en-Weppes este o comună în departamentul Nord, Franța. În 1 ianuarie 2022 avea o populație de 1.404 de locuitori.